# Rappahannockfloden
Rappahannockfloden er en flod i det østlige Virginia i USA, ca. 294 km lang. Den løber gennem hele den nordlige del af staten fra Blue Ridge Mountains i vest hen over Piedmont til Chesapeake Bay syd for Potomacfloden. På grund af dens fortsatte betydning som forhindring af nord-syd bevægelser udgjorde den i praksis grænsen mellem "Nord" og "Syd" under den amerikanske borgerkrig. Tidlige nybyggere i Virginia kolonien slog sig ned ved dens bredder, og under den amerikanske borgerkrig var den i centrum af området, hvor de vigtigste slag fandt sted. Den afvander et område på 7.405 km², ca. 6% af staten Virginia. En stor del af dette område er landligt og skovklædt, men der er sket en stigende urbanisering i de senere 10-år i takt med, at forstæderne til Washington er vokset mod syd. 

## Beskrivelse
Rappahannockfloden har sit udspring i bjergene ved Chester Gap i Fauquier County. Den flyder mod sydøst forbi Remington og gennem Fredericksburg. Sydøst for Fredericksburg breder den sig ud i en ca. 80 km lang flodmunding med tidevand, som flyder forbi Tappahannock på den sydlige bred. Den løber ud i Chesapeake Bay ca. 24 km syd for mundingen af Potomacfloden mellem Windmill Point og Stingray Point, ca. 80 km øst for Richmond. Flodmundingen syd for Northern Neck halvøen giver mulighed for østers- og krabbefiskeri.
Rapidanfloden løber ud i Rappahannockfloden vestfra ca. 16 km nordvest for Fredericksburg.
Inden floden når ned på kystsletten før Fredericksburg, giver Rappahannockfloden gode muligheder for sejlads med kano og kajak. De fleste af strømfaldene er af klasse I og II, men nær Remington er der nogle strømfald, som betragtes som klasse III.

## Historie
Flodens navn stammer fra et angonquinsk ord lappihanne (også beskrevet som toppehannock), der betyder "flod med hurtigt stigende vand" eller "hvor tidevandet stiger og falder". Navnet blev taget fra det navn, som de lokale indianerne havde givet floden. 
Bosættelsen af floddalen begyndte i 1710-erne efter tilskyndelse fra guvernør Alexander Spotswood. James Floden var blevet kortlagt på kystsletten og Spotswood tilskyndede til bosættelse i en adskilt floddal. I 1714 opfordrede han immigranter fra Rheinland-Pfalz og Schweiz til at bosætte sig på land, som han kontrollerede nær Germanna for at udvinde jernmalmen i området. 
Under den amerikanske borgerkrig var floden til stadighed en barriere og forsvarslinie ved flytning af tropper. Det var især en vanskelig barriere for unionstropper i deres forsøg på at trænge ind i det sydlige Virginia. Kontrollen over floden skiftede adskillige gange i løbet af krigen. Betydningsfulde slag blev udkæmpet langs floden, herunder Slaget ved Fredericksburg og Slaget ved Rappahannock Station, som blev udkæmpet i 1862. Floden blev endelig omgået af Ulysses S. Grant i Overland-kampagnen i 1864, der endte med Unionens endelige sejr i krigen. I nogle dokumenter fra det 18. og 19. århundrede omtales Rappahannockfloden som "Hedgeman's River"; et kort fra 1736-1737 viser Rappahannock over udløbet af Rapidanfloden som "Cannon", og længere oppe som "Hedgeman's River."

## Eksterne links
- Rappahannockflodens venner
- Rappahannock River watershed Arkiveret 8. september 2006 hos  Wayback Machine
- Rappahannock River Valley National Wildlife Refuge Arkiveret 9. marts 2005 hos  Wayback Machine
- Virginia Dept. of Conservation and Recreation: Rappahannock Tributary Strategy Arkiveret 4. september 2006 hos  Wayback Machine
- Tidlig bosættelse ved Rappahannock
- Belle Isle State Park Arkiveret 16. juli 2006 hos  Wayback Machine

37°35′15″N 76°17′21″V / 37.5876333°N 76.2891091°V